# Jos van Aert
Jos van Aert (Rijsbergen, 26 augustus 1962) is een Nederlands voormalig wielrenner. Hij was profwielrenner van 1988 tot 1994. Jos van Aert is een neef van de vader van huidig wielerprof Wout van Aert. 

## Erelijst
1989
- 3e – GP van Wallonië
- 6e – Parijs-Camembert
- 7e – Subida a Urkiola
- 10e – GP Plouay

1990
- 5e – Druivenkoers Overijse

1992
- 4e – Ronde van Groot-Brittannië
- 8e – Ronde van Asturië

## Resultaten in voornaamste wedstrijden
| Jaar | Ronde van Italië | Ronde van Frankrijk | Ronde van Spanje |
| ---- | ---------------- | ------------------- | ---------------- |
| 1988 |                  |                     |                  |
| 1989 | 30e              | opgave              |                  |
| 1990 |                  | 125e                |                  |
| 1991 |                  | opgave              |                  |
| 1992 |                  | 87e                 |                  |
| 1993 | 58e              |                     |                  |

| Jaar | Milaan-San Remo | Amstel Gold Race | Luik-Bast.‑Luik | Ronde van Lombardije | Bretagne Classic | Waalse Pijl |
| ---- | --------------- | ---------------- | --------------- | -------------------- | ---------------- | ----------- |
| 1988 |                 |                  |                 | 29e                  |                  |             |
| 1989 |                 | 98e              | 112e            |                      | 10e              |             |
| 1990 | 59e             | 51e              | 73e             |                      |                  | 81e         |
| 1991 |                 | 71e              |                 | 62e                  |                  |             |
| 1992 | 156e            | 44e              | 55e             |                      |                  | 32e         |
| 1993 |                 |                  |                 |                      |                  |             |